# Дженгіз Чавушевич
Дженгіз Чавушевич (словен. Džengis Čavušević, нар. 26 листопада 1987, Любляна) — словенський футболіст, нападник клубу «Санкт-Галлен» та національної збірної Словенії.

## Клубна кар'єра
Розпочав грати у футбол в команді «Слован» з рідного міста Любляна. На початку 2006 року став гравцем «Домжале», з яким став довразовим чемпіоном Словенії, а також одного разу виграв національний Суперкубок.
Своєю грою привернув увагу представників тренерського штабу швейцарського клубу «Віль», до складу якого приєднався на початку 2010 року. Відіграв за команду з Віля наступні два з половиною сезони своєї ігрової кар'єри. Більшість часу, проведеного у складі «Віля», був основним гравцем атакувальної ланки команди і одним з головних бомбардирів команди, маючи середню результативність на рівні 0,5 голу за гру в другому за рівнем дивізіоні країни.
Влітку 2012 року перебрався до клубу швейцарської Суперліги «Санкт-Галлена». Відтоді встиг відіграти за нову команду 71 матч в національному чемпіонаті.

## Виступи за збірну
16 жовтня 2012 року дебютував в офіційних іграх у складі національної збірної Словенії у матчі-кваліфікації до чемпіонату світу 2014 року проти збірної Албанії (0:1), вийшовши на заміну на 59 хвилині замість Златко Дедича. Після цього довгий час більше до збірної не викликався і лише 18 листопада 2014 року вдруге вийшов у футболці збірної, замінивши на 67 хвилині товариської гри проти збірної Колумбії (0:1) Роберта Берича. Наразі провів у формі головної команди країни 2 матчі.

## Титули і досягнення
- Чемпіон Словенії (2):

«Домжале»:  2006-07, 2007-08
- Володар Суперкубка Словенії (1):

«Домжале»: 2007